# Euphyia promptata
Euphyia promptata là một loài bướm đêm trong họ Geometridae.